# Carousel
Carousel és una pel·lícula musical estatunidenca dirigida per Henry King, estrenada el 1956.

## Argument
Nova Anglaterra, 1873. Una obrera d'un molí, Julie Jordan, va després del seu treball a una fira. Hi coneix Billy Bigelow, responsable d'uns cavallets (carousel en anglès) pertanyent a la Senyora Mullin. Aviat, els dos s'apassionen l'un de l'altre; la propietària dels cavallets, gelosa, despatxa llavors Billy. Julie i ell es casen però, sense recursos, s'han d'instal·lar amb Nettie Fowler, cosina de la casada. Billy s'embolica amb Jigger Craigin, un truà que li proposa un robatori amb David Bascombe, el patró del molí on Julie treballava abans. Reticent en principi, Billy accepta quan la seva dona li diu que està embarassada, i atret per la perspectiva de guanyar fàcilment diners. Però la temptativa de robatori és un fracàs: Jigger aconsegueix fugir quan la policia intervé; Billy, detingut, escull suïcidar-se...
Quinze anys més tard, Billy (confinat al purgatori), obté del guardià del cel tornar durant una jornada a la Terra, on haurà de fer una bona acció per merèixer la seva entrada al paradís. Coneix Louise, la seva filla, una adolescent rebel, poc confiada en el seu futur, i emprenyada per la gent jove que coneix el passat de lladre del pare. Billy dona a la seva filla (a la qual es presenta com un amic del seu pare) bons consells, cosa que li val per arribar a la seva plaça al cel...

## Repartiment
- Gordon MacRae: Billy Bigelow
- Shirley Jones: Julie Jordan
- Cameron Mitchell: Jigger Craigin
- Barbara Ruick: Carrie Pipperidge
- Claramae Turner: Nettie Fowler
- Robert Rounseville: Enoch Snow
- Gene Lockhart: El guardià del cel / el doctor Seldon
- Audrey Christie: Sra. Mullin
- Susan Luckey: Louise Bigelow
- William Lemassena: Un amic celest
- John Dehner: David Bascombe
- Jacques d'amboise: El company de ball de Louise (ballet Starlight Carnival)

## Rebuda
Adaptació cinematogràfica d'un musical estrenat a Broadway el 1945, dirigit per Mamoulian. Això no obstant, la història ja havia estat portada el 1930 per Franz Borzage, amb Charles Farrell i Rose Hobart. Ens trobem amb un musical on Henry King, no gaire habituat al gènere només va saber aplicar solucions de vell artesà. La sensació predominant marquen la tristor del seu argument i la discutible inspiració d'algunes de les seves cançons